# Метрическая геометрия
Метрическая геометрия — область геометрии для которой метрическое пространство является основным объектом исследования.
Метрическая геометрия изучает множество точек, основываясь только на заданных значениях расстояния между членами пары.
Метрическая геометрия непосредственно относится к различным областям науки, в которых определяется или рассматривается расстояние между значениями, например в геодезии, картографии и физике.